# Stemmiulus kivuensis
Stemmiulus kivuensis är en mångfotingart som beskrevs av Jean-Paul Mauriès 1989. Stemmiulus kivuensis ingår i släktet Stemmiulus och familjen Stemmiulidae. Inga underarter finns listade i Catalogue of Life.